# 아사카군

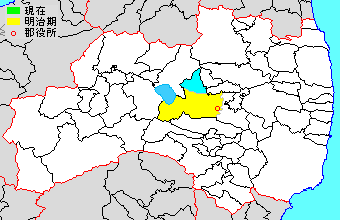
아사카군의 위치

아사카군(일본어: 安積郡, あさかぐん)은 일본 후쿠시마현 중앙부 무쓰국·이와세국·이와시로국에 있던 군이다. 

## 역사
- 1965년 5월 1일 - 후쿠야마정·히와다정·아타미정·아즈미정·기쿠다촌·오세촌·가타히라촌·미호타촌·고난촌 및 다무라군 다무라정이 고리야마시와 합병해 새로운 고리야마시가 발족하여 소멸하였다.